# Zeitschrift für E-Learning
Die Zeitschrift für E-Learning war eine pädagogische Fachzeitschrift, die zwischen 2006 und 2012 im Studienverlag erschien, einem auf kultur- und sozialwissenschaftliche Literatur spezialisierten Verlag mit Sitz in Innsbruck. 

Logo der Zeitschrift für E-Learning

Der Untertitel der Zeitschrift lautete „Lernkultur und Bildungstechnologie“. Sie war ein Gemeinschaftsprojekt der Universität St. Gallen, der Donau-Universität Krems, der Universität Augsburg und des Zentrums für Hochschul- und Weiterbildung (ZHW) der Universität Hamburg. Als Herausgeber fungierten die Professoren Andrea Back (St. Gallen), Peter Baumgartner (Krems), Gabi Reinmann (Augsburg) und Rolf Schulmeister (Hamburg).
Die meist 64-seitige Zeitschrift bereitete Themen aus dem weiten Feld des E-Learning wissenschaftlich fundiert und gleichzeitig praxisnah auf und richtet sich gleichermaßen an Bildungsinteressierte wie fachwissenschaftliches Publikum. Bildungsinteressierten werden Einblicke in den wissenschaftlichen und mediendidaktischen Diskurs offeriert, was durch viele praxisorientierte Anregungen unterstützt wird. Da es sich bei der Mediendidaktik um eine jüngere Richtung innerhalb des Fachs Pädagogik handelt, stellte die Zeitschrift gerade die neuen Herangehensweisen im Bereich innovativer Lernformen vor und bot den Interessierten ein Forum für zukunftsorientiertes Lernen und Lehren. Dabei stand immer ein das Heft überspannendes Thema im Vordergrund, beispielsweise Standards im E-Learning (siehe auch LOM, SCORM etc.), mobiles E-Learning, Wissensmanagement, Motivation und Kompetenzentwicklung im E-Learning oder das E-Learning in spezifischen Fachgebieten, etwa im Kundendienst und Vertrieb oder der Sportwissenschaft.
Das erste Heft erschien im August 2006. Die Erscheinungsweise war vierteljährlich. Zwei Jahre nach Veröffentlichung der Beiträge waren die Aufsätze der Zeitschrift vollständig online abrufbar, das erste Mal 2008.
Unter dem Projektnahmen iTeL (Interdisziplinäres Journal für Technologie und Lernen) liefen Diskussionen für eine Nachfolgezeitschrift auf Open-Access-Basis, die 2014/2015 kurzzeitig erschien.